# Manchester Grammar School

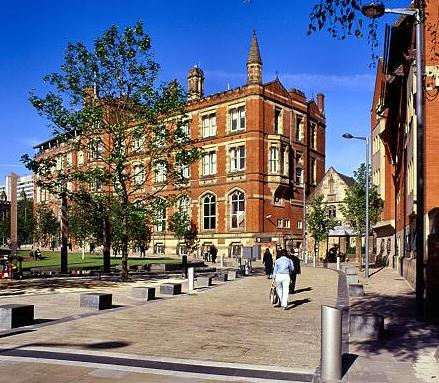
Manchester GS

Manchester Grammar School, dit Manchester Grammar ou MGS, situé à Manchester, est un lycée prestigieux pour garçons du Royaume-Uni.

## Personnalités liées à l'école

### Etudiants
- Geoffrey Tordoff, pair, homme d'affaires et homme politique britannique.